# Marco Pino

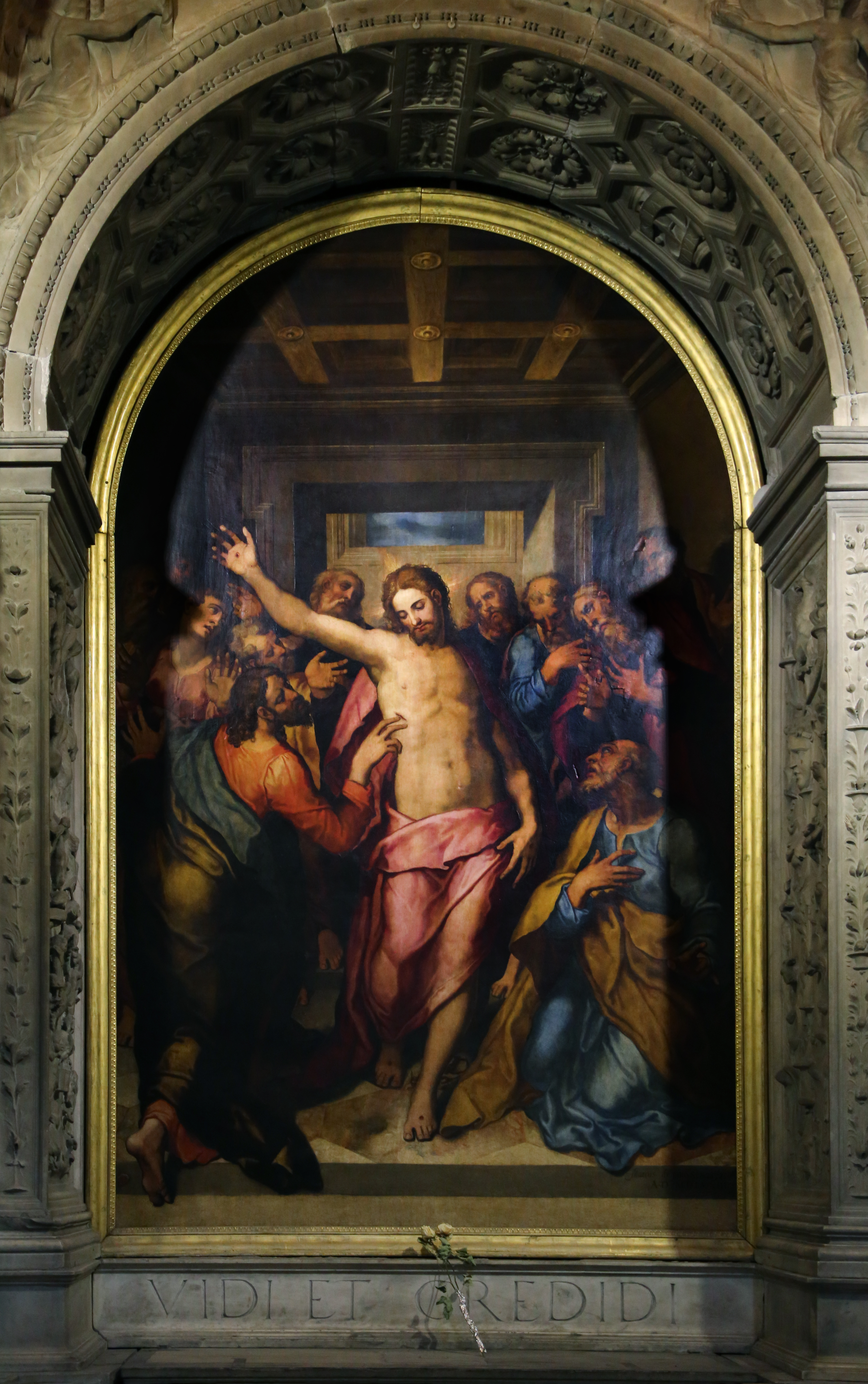
Marco Pino: Christus und der ungläubige Thomas, 1573, Dom von Neapel

Marco Pino (auch: Marco dal Pino, Marco di Pino oder Marco da Siena; * (getauft) 3. Februar 1521 in Siena; † zwischen dem 18. Januar und dem 1. April 1583 in Neapel) war ein italienischer Maler und Freskant des Manierismus.

## Leben
Marco Pino wurde in Costa al Pino (heute Costalpino, ca. 3,5 km südwestlich von Siena) als Sohn von Giovambattista da Costalpino geboren und am 3. Februar 1521 getauft.
Er war von spätestens 1537 bis 1542 Lehrling von Domenico Beccafumi, dem er unter anderem bei Fresken im Dom zu Siena half. Zwischen 1542 und 1544 zog er nach Rom, wo er am 4. Oktober 1544 die Gebühr für die Einschreibung als Maler an der Accademia di San Luca bezahlte.
In Rom war er an verschiedenen Freskendekorationen beteiligt. So malte er unter Leitung von Perino del Vaga 1546 sechs Szenen über Alexander den Großen in der Sala Paolina der Engelsburg. In den folgenden Jahren arbeitete er unter Daniele da Volterra, insbesondere bei der Dekoration der Cappella della Rovere in der Kirche Trinità dei Monti, an der auch der junge Pellegrino Tibaldi, Giovan Paolo Rossetti und Gaspar Becerra beteiligt waren.
Spätestens ab 1552 war er in Neapel, wo er bald zum führenden Maler aufstieg und mit wenigen Unterbrechungen bis zu seinem Tode lebte. Er war verheiratet mit der Neapolitanerin Laura de Acillo, die allerdings 1558 versuchte, sich von ihm scheiden zulassen; zu diesem Zeitpunkt hatte das Paar bereits vier gemeinsame Kinder names Livia, Beatrice, Giovanni Battista und Giulia.

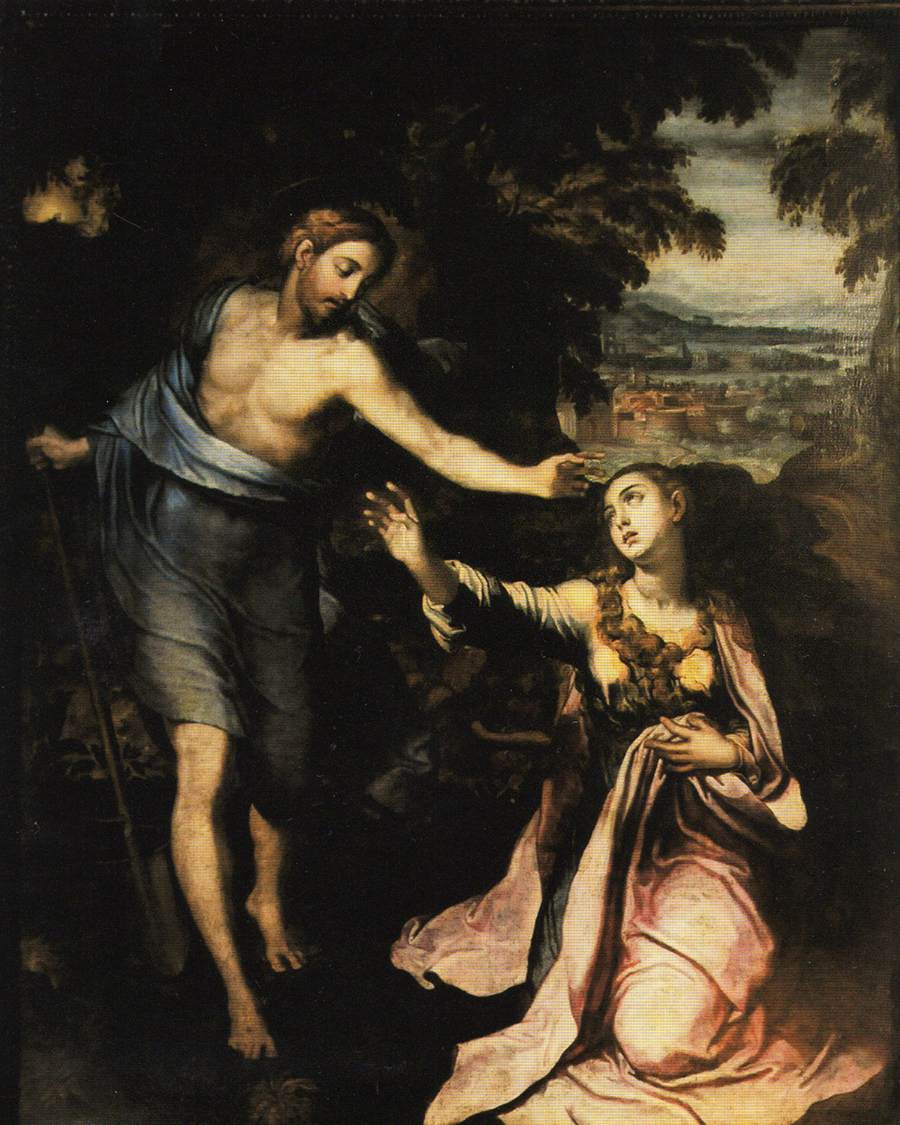
Noli me tangere, um 1569–70 (?), Museo dei Cappuccini, Rom

Von Februar 1557 bis August 1558 schuf er zusammen mit einer Schar von Gehilfen in der Krypta der Abtei von Montecassino eine umfangreiche Freskendekoration – in der Tat der größte Auftrag, den er je erhielt; sie wurde durch die Bombardierungen im Zweiten Weltkrieg zerstört.
Zu seinen wichtigsten neapolitanischen Werken des kommenden Jahrzehnts gehört die Taufe Christi in der Kirche San Domenico, die um 1564 entstand, sowie die signierte Enthauptung des Täufers, die sich heute im Museo di Capodimonte befindet. Ab 1566 schuf er mehrere Altarbilder für die Jesuitenkirche Gesù Vecchio: zuerst eine Transfiguration und bis 1568 den Hauptaltar mit der Circumcision und vier Predellenbildern; auch dieser ist heute im Capodimonte zu sehen.
Im August 1568 ging Marco wieder nach Rom, wo er in den nächsten zwei Jahren eine fruchtbare Aktivität entfaltete. Sein erster Auftrag war die aus Fresken und einem Altarbild bestehende Dekoration einer Kapelle in Santi Apostoli, die im 18. Jahrhundert zerstört wurden. Sein größtes und berühmtestes Werk dieser römischen Schaffensphase sind seine Fresken im Oratorio del Gonfalone, mit der Auferstehung Christi, sowie Propheten und Sibyllen. Wahrscheinlich entstanden zur selben Zeit auch die Beweinung Christi für Santa Maria in Aracoeli und das Bild Noli me tangere in der Kapuzinerkirche Immacolata Concezione.
Noch in Rom erhielt er am 30. Mai 1570 einen Vorschuss von 100 Dukaten für das Hauptaltarbild mit der Kreuzabnahme für die Santissima Annunziata in Aversa. Das Gemälde wurde im Folgejahr fertig und brachte ihm insgesamt 400 Dukaten ein; heute befindet es sich im Querschiff der Kirche.
Zurück in Neapel, das er nie mehr verlassen sollte, schuf er 1571 zwei Gemälde – eine Himmelfahrt Mariä und eine Anbetung der Könige (beide 1571) – für die Klosterkirche Santi Severino e Sossio. 1573 malte er den berühmten Hl. Erzengel Michael für Sant’Angelo a Nilo sowie das Altarbild Christus und der ungläubige Thomas für den Dom von Neapel. Daneben hinterließ Marco Pino in den Kirchen Neapels und seiner Umgebung zahlreiche weitere Werke.
In seinem Spätwerk macht sich eine verstärkte Mitwirkung seiner Werkstatt bemerkbar; er hatte viele Schüler, darunter Fabrizio Santafede (1555–1626).

## Bildergalerie

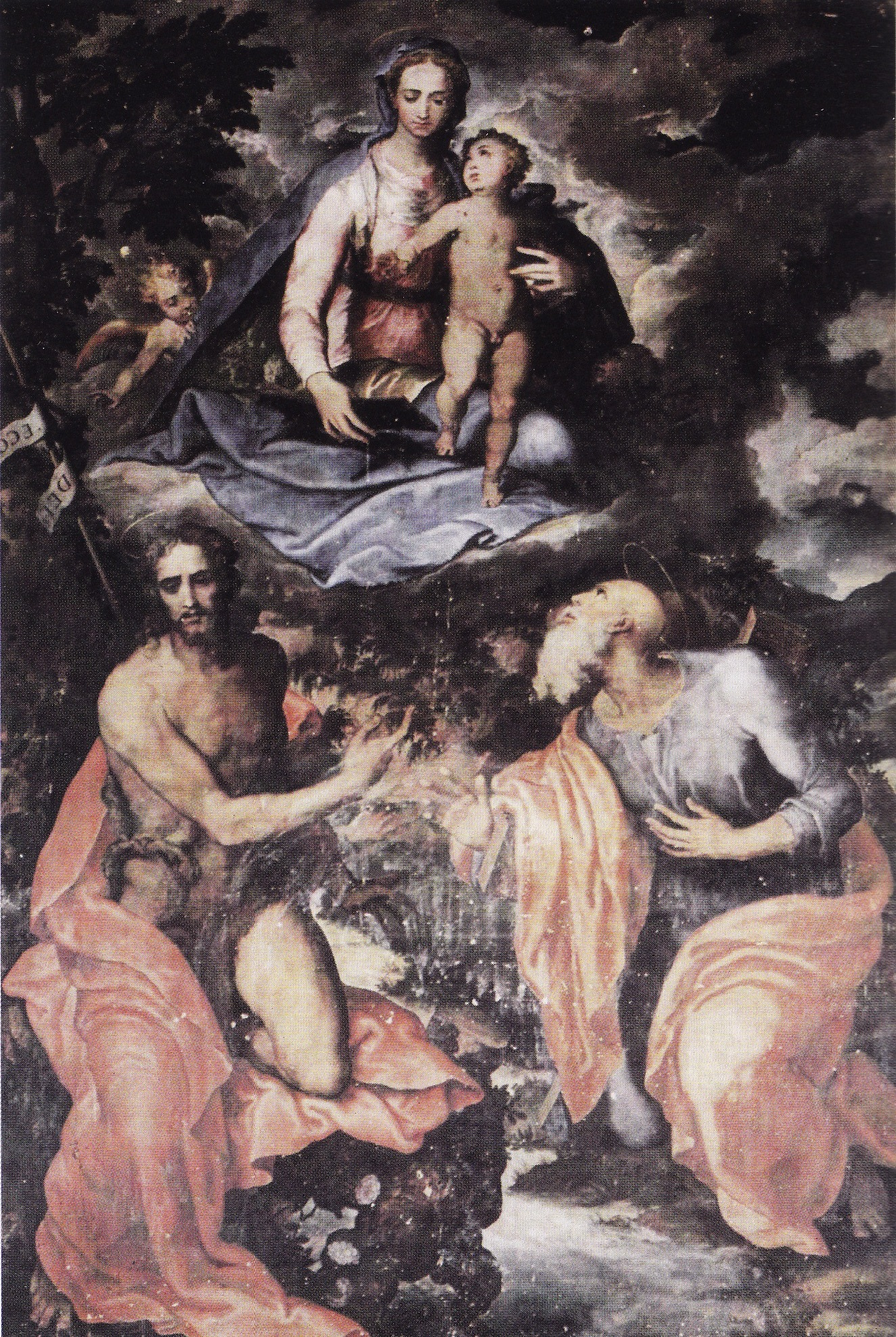
Madonna mit Kind und Heiligen, 1557, Chiesa di San Bartolomeo, Nocera Inferiore
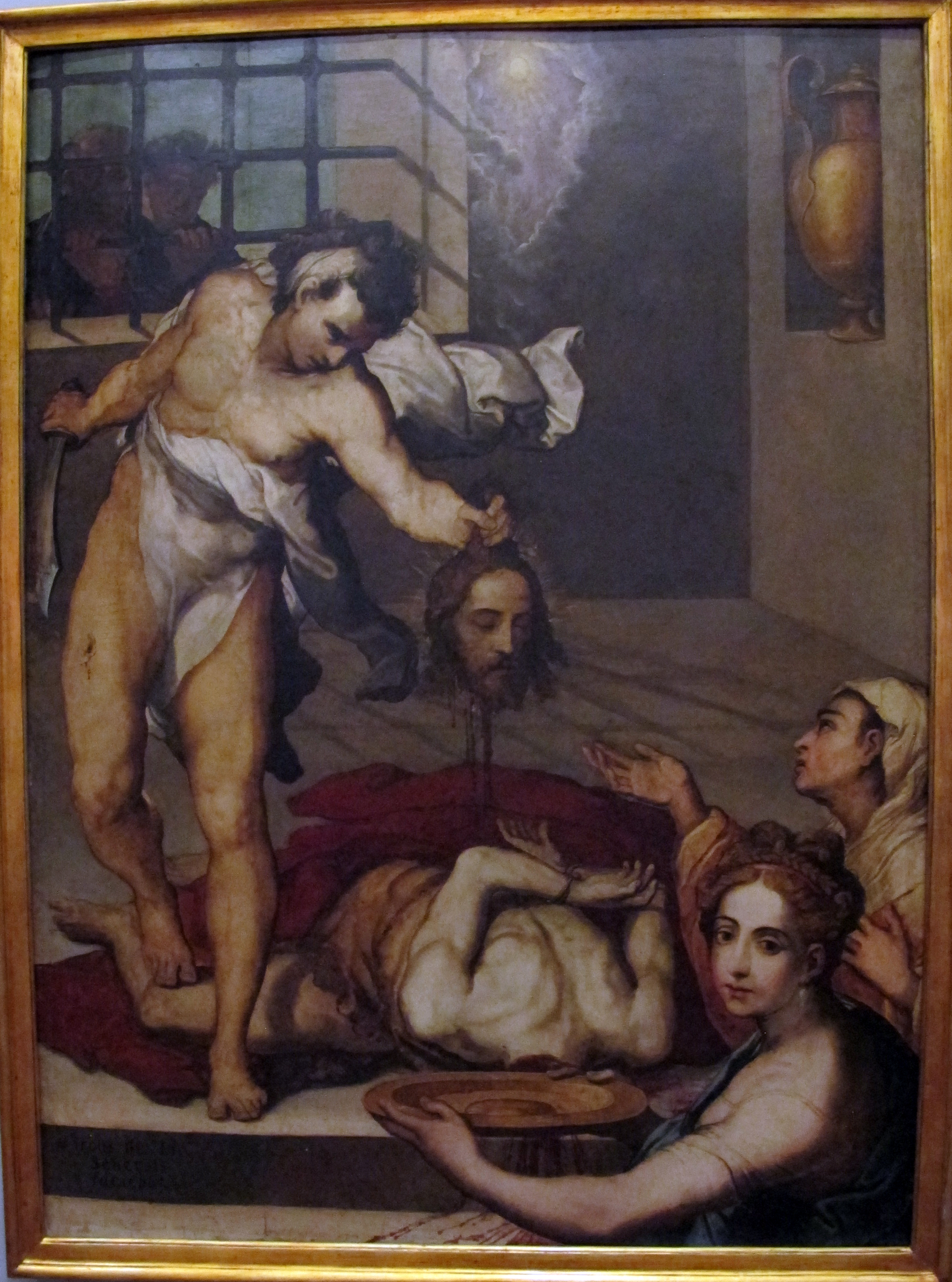
Enthauptung des Täufers, um 1564, Museo di Capodimonte, Neapel
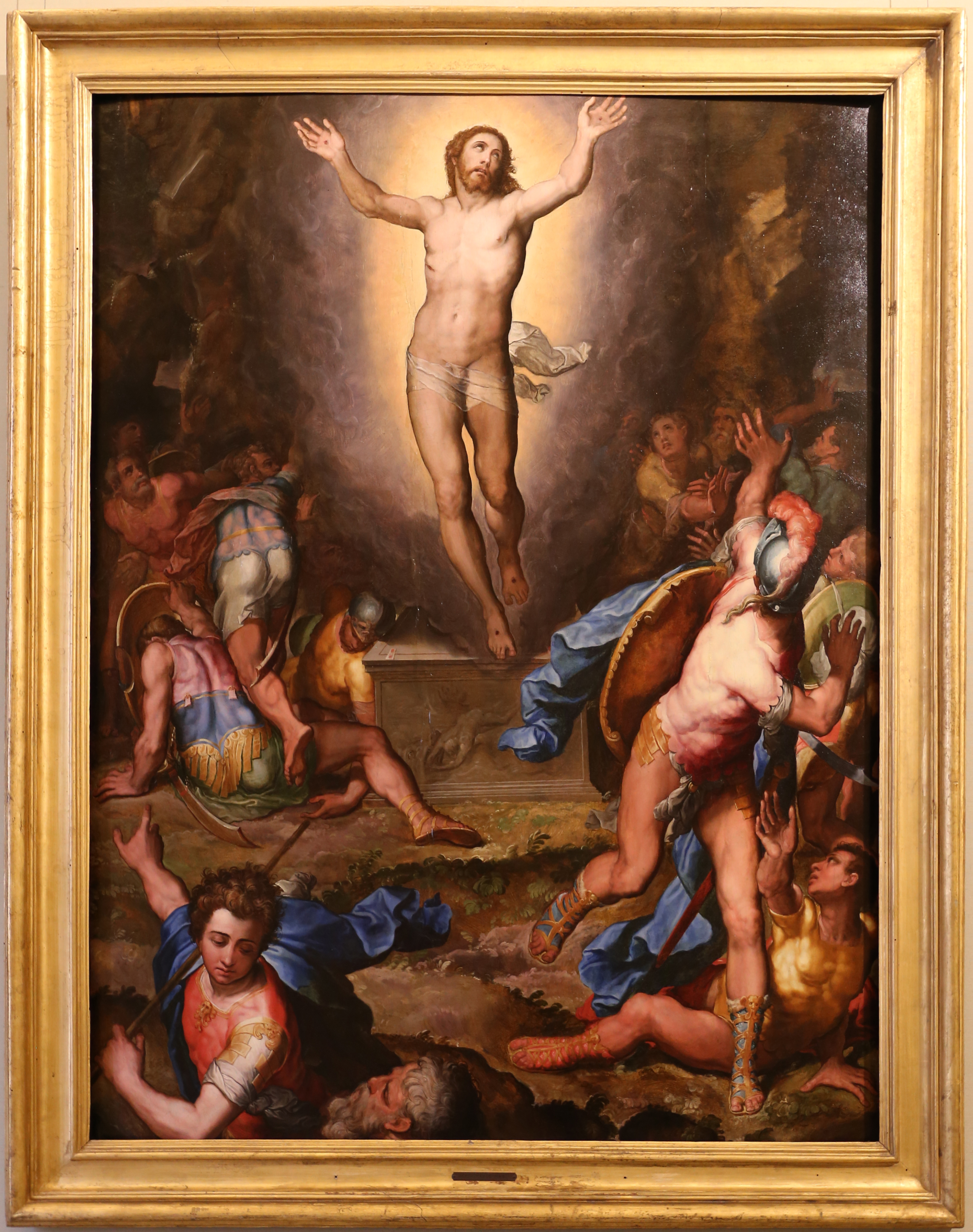
Auferstehung Christi, 1569–76, Öl auf Holz, 131 × 97 cm, Galleria Borghese, Rom
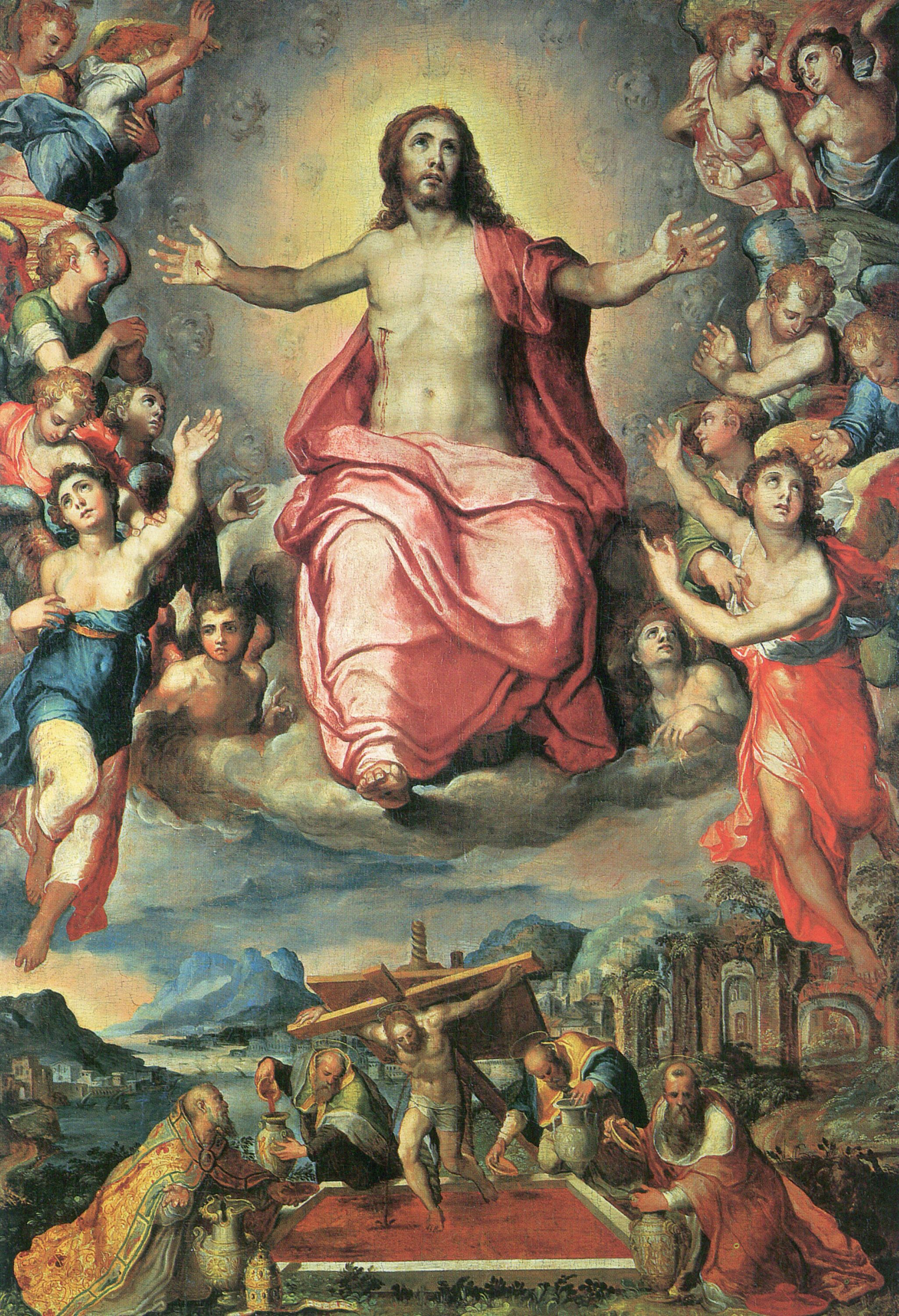
Christus in der Glorie und Mystische Kelter, um 1571, Vatikanische Pinakothek, Rom

## Werke (Auswahl)
- Aversa, Chiesa della Santissima Annunziata: Kreuzabnahme, 1571[3]
- Aversa, Monastero di San Biagio: Anbetung der Könige, Pfingsten[4]
- Bagnoli Irpino, Chiesa di San Domenico: Rosenkranzmadonna und Mysterien
- Cosenza, Galleria Nazionale: Pietà[5]
- Neapel, Basilica del Gesù Vecchio: Circumcision, Madonna mit Heiligen, Transfiguration
- Neapel, Santi Severino e Sossio: Anbetung der Könige und Himmelfahrt, Altarbilder
- Neapel, Chiesa della Compagnia della Disciplina della Santa Croce: diverse Gemälde
- Neapel, Cappella di San Antonio Abate in San Domenico Maggiore: Taufe Christi
- Neapel, Sant’Angelo a Nilo: Erzengel Michael, 1573
- Neapel, Museo di Capodimonte: Anbetung der Könige
- Neapel, Museo di Fisica dell’Università di Napoli Federico II, Refektorium: Circumcision
- Neapel, San Giacomo degli Spagnoli: Kreuzigung und Madonna mit den Hl. Antonius von Padua und Franziskus
- Nocera Inferiore, Chiesa di San Bartolomeo: Madonna mit Kind und Heiligen, 1557
- Nocera Inferiore, Chiesa di San Matteo: Rosenkranzmadonna (zugeschrieben)
- Rom, Apostolischer Palast: Werke in der Sala Regia
- Rom, Santa Trinità dei Monti (Cappella Lucrezia della Rovere): Ruhe auf der Flucht nach Ägypten und Marienkrönung, um 1548/50
- Rom, Chiesa di Santo Spirito in Sassia: Visitation, 1545
- Rom, Engelsburg, Sala Paolina: Storie di Alessandro Magno, 1546
- Rom, Galleria Borghese: Auferstehung Christi, 1569
- Rom, Santi Pietro e Paolo, Oratorio del Gonfalone: Auferstehung Christi, 1572[6]
- Rom, Santa Maria in Aracoeli: Pietà
- Siena, Palazzo Chigi-Saracini, Vorzimmer der Königin: Heilige Familie
- Siena, Palazzo Salimbeni, Kunstsammlung der Monte dei Paschi di Siena: Heilige Familie mit dem kleinen Johannes d. Täufer, um 1540[7]
- Siena, Pinacoteca Nazionale:
  - Madonna con bambino e santi, Saal 29
  - Sacra Famiglia, Saal 30